# Курша
Курша — река в Рязанской области России, протекает по территории Клепиковского и Касимовского районов. Устье реки находится в 12 км по правому берегу реки Нармы. Длина реки составляет 32 км, площадь водосборного бассейна — 292 км².

## Притоки (км от устья)
- 11 км: ручей Ушар (пр)

## Происхождение названия
До 1970-х годов на реке находилось село Курша Клепиковского района. Его жителей и жителей окрестных населённых пунктов издавна именовали «литвой», «литвой головастой», «литвой некрещеной».
Некоторые исследователи название села связывает с названием древнебалтийского племени курши (корсь), обитавшего на побережье Балтийского моря.

## Данные водного реестра
По данным государственного водного реестра России относится к Окскому бассейновому округу, водохозяйственный участок реки — Ока от водомерного поста у села Копоново до впадения реки Мокша, речной подбассейн реки — бассейны притоков Оки до впадения Мокши. Речной бассейн реки — Ока.
Код объекта в государственном водном реестре — 09010102312110000026634.